# Dolbel
Dolbel (auch Dolbèl) ist ein Dorf in der Landgemeinde Gorouol in Niger.

## Geographie
Das von einem traditionellen Ortsvorsteher (chef traditionnel) geleitete Dorf liegt etwa 41 Kilometer südwestlich von Kolmane, dem Hauptort der Landgemeinde Gorouol, die zum Departement Téra in der Region Tillabéri gehört. Größere Dörfer in der Umgebung von Dolbel sind das rund 16 Kilometer entfernte Wanzerbé im Nordosten und das rund 10 Kilometer entfernte Fantio im Süden. Die Staatsgrenze zu Burkina Faso im Westen ist etwa 11 Kilometer entfernt.
Dolbel setzt sich aus folgenden sieben Ortsteilen zusammen: Balma Windi, Dagna Windi, Djikaré Windi, Kadir Windi, Sadaka Windi, Tchoguey Windi und Windi Tédji. In jedem der Ortsteile gibt es einen eigenen Vorsteher, der jeweils dem Ortsvorsteher des gesamten Dorfes untersteht.
Dolbel liegt am rechten Ufer des zeitweise wasserführenden Flusses Gorouol. In der Gegend finden sich Granite und Grüngesteine. Die Siedlung ist Teil der Übergangszone zwischen Sahel und Sahara.

## Geschichte
Dolbel wurde um 1870 gegründet. Der Ortsname leitet sich vom Songhai-Wort Doro ban her, das so viel wie „das Leiden ist vorbei“ oder „der Schmerz ist vorbei“ bedeutet. Der Name wurde Dolbel von seinen Bewohnern gegeben, die zuvor an anderen Orten unter Angriffen von Tuareg gelitten hatten. Die Ortsgründer waren Songhai, die ihren Ursprung von den Askiya in Gao herleiteten. Ihre Familien lebten nach Gao unter anderem in Hombori, Markoye und Wassal, bevor sie sich dauerhaft in Dolbel niederließen.
Die römisch-katholische Johannes-der-Täufer-Kirche im Dorf gehört zur Pfarre Dolbel-Fantio, die 1957 gegründet wurde. Bei einem dschihadistischen Angriff am 13. Mai 2019, dem ersten auf eine Kirche in Niger, wurde in Dolbel ein Priester durch Schüsse verletzt. Das Armed Conflict Location and Event Data Project erfasste für das erste Quartal 2024 in der Region Tillabéri insgesamt 122 gewaltsame Konfliktfälle mit 394 Toten und nannte Dolbel unter den betroffenen Orten. Im Dezember 2024 wurde im Dorf bei der Festnahme von fünf Terrorismusverdächtigen einer davon bei einem Fluchtversuch getötet.

## Bevölkerung
Bei der Volkszählung 2012 hatte Dolbel 4632 Einwohner, die in 670 Haushalten lebten. Bei der Volkszählung 2001 betrug die Einwohnerzahl 3568 in 439 Haushalten und bei der Volkszählung 1988 belief sich die Einwohnerzahl auf 2275 in 275 Haushalten.
In Dolbel wird der Songhai-Dialekt Kaado gesprochen.

## Wirtschaft und Infrastruktur
Das Dorf beherbergt den wichtigsten Wochenmarkt in der Gemeinde Gorouol, der von seiner Lage in der Nähe der Grenzen zu Burkina Faso und Mali profitiert. Der Markttag ist Donnerstag. Die Niederschlagsmessstation von Dolbel liegt auf 300 m Höhe und wurde 1959 in Betrieb genommen.
Mit einem Centre de Santé Intégré (CSI) ist ein Gesundheitszentrum im Dorf vorhanden. Der CEG Dolbel ist eine Schule der Sekundarstufe des Typs Collège d’Enseignement Général. Außerdem gibt es drei Grundschulen und einen Kindergarten im Ort.
Dolbel ist über die 26,7 Kilometer lange Route 678, eine einfache Landstraße, mit der Nationalstraße 5 verbunden, die zwischen der Stadt Téra und der Staatsgrenze zu Mali verläuft. Dort den Ort führt außerdem die 40 Kilometer lange Piste der Route 670 zwischen den Dörfern Bellé Koira und Boukari Koira. In der Regenzeit ist Dolbel wegen des schlechten Straßenzustands oft für mehrere Tage von der Außenwelt abgeschnitten.